# Комор, Себастиан
Себастиан Комор (англ. Sebastian R. Komor) — музыкант и диджей, известный участием в проектах Icon of Coil and Zombie Girl. Также является создателем ряда сольных проектов. 

## Биография
Себастиан Комор родился 5 мая 1976 года в городе Забже в Польше. В 1981 году переехал в норвежский город Фредрикстад. С 2004 года обосновался в Канаде, на данный момент проживает в городе Эдмонтон — столице провинции Альберта. 
Первые музыкальные записи Комора сделаны в 1989 году.
Во время работы над techno/club-проектом, изначально названным LV-426 (позже — Sector9), Комор встретил будущего фронтмена группы Icon of Coil: Энди Ла Плагуа. Ла Плагуа присоединился к группе Sector 9 во время концерта в Фредрикстаде на разогреве перед группой Seigmen, позже сменившей название на Zeromancer.
Комор присоединился к проекту Энди Ла Плагуа Icon of Coil в качестве программиста, продюсера и композитора. Первой их совместной работой стал сингл «Shallow Nation.» Вскоре к проекту присоединился норвежец Стефан Грот из Apoptygma Berzerk, принявший участие в работе над хитом «Starsign».
Комор также спродюсировал дебютный альбом electronic/synthpop-группы Spektralized, «Elements of Truth», а также сделал множество ремиксов для различных групп — таких, как VNV Nation, Apoptygma Berzerk, Mesh, De/Vision, Stromkern и Echo Image. Ещё один проект Себастьяна Комора — Moonitor, позже получивший название Sector9. Также Себастиан участвует в проекте Bruderschaft, в рамках которого принял участие в создании хита «Forever».
В 2006 году Себастиан Комор запускает новый проект Zombie Girl совместно со своей женой Рени Купер-Комор. В 2006 году выходит EP Back From The Dead, а в 2007 году альбом Blood, Brains and Rock 'N' Roll. Совместно с Дженнифер Паркин (Ayria, Epsilon Minus) спродюсировал альбом Hearts For Bullets группы Ayria, вышедший 12 сентября 2008 года.
В 2009 году Себастиан Комор организовал новый сольный проект Komor Kommando. 8 мая выходит дебютный EP: Das EP, на первую половину 2010 года был запланирован выход альбома Where Flesh Meets Metal. Также в 2009 году вышел второй EP группы Zombie Girl.

## Оформление альбомов
С. Комор сам создаёт дизайн к своим музыкальным проектам и администрирует свои сайты. На стиль его работ повлияли Сальвадор Дали, Пабло Пикассо, Гигье, Дэйв МакКин и множество других художников.

## Дискография

### EP
- 2000: Icon of Coil — One Nation Under Beat (Tatra Records)
- 2000: Icon of Coil — Shallow Nation (Tatra Records)
- 2001: Icon of Coil — Seren (Tatra Records)
- 2001: Sector 9 — M-Fuck (541)
- 2002: Icon of Coil — Access And Amplify (Tatra Records)
- 2003: Bruderschaft — Forever EP (Alfa Matrix)
- 2003: Icon of Coil — Android (Out of Line Music)
- 2004: Moonitor — Dingo Beats (Online Single) (Xenomorph Productions)
- 2004: Moonitor — Uturn 3: The Dark Side Of The Beat (Artoffact Records)
- 2006: Zombie Girl — Back From The Dead (Alfa Matrix / Metropolis Records)
- 2008: Ayria — The Gun Song EP (Alfa Matrix)
- 2009: Komor Kommando — Das EP (Out of Line Music)
- 2009: Zombie Girl — The Halloween (Alfa Matrix)

### LP
- 2000: Icon of Coil — Serenity Is the Devil (Tatra Records / Out of Line Music / Metropolis Records)
- 2002: Icon of Coil — The Soul Is In The Software (Tatra Records / Out of Line Music / Metropolis Records)
- 2003: Spektralized — Elements of Truth (Accession Records)
- 2003: Bruderschaft — Forever (Alfa Matrix)
- 2004: Icon of Coil — Machines Are Us (Out of Line Music / Metropolis Records)
- 2004: Icon of Coil — Uploaded & Remixed (Out of Line Music / Metropolis Records)
- 2004: Monofader — Frost (Infacted Recordings)
- 2007: Zombie Girl — Blood, Brains and Rock 'N' Roll (Alfa Matrix / Metropolis Records)
- 2008: Ayria — Hearts For Bullets (Alfa Matrix)
- 2011: Komor Kommando — Oil, Steel & Rhythm (Alfa Matrix / Metropolis Records)